# IV. Reserve-Korps (Deutsches Kaiserreich)
Das IV. Reserve-Korps war ein Großverband der Armee des Deutschen Kaiserreiches, zwischen 24. Juli 1916 bis 22. Dezember 1917 führte das Generalkommando an der Ostfront die Bezeichnung „Karpatenkorps“

## Gliederung
Das Korps war bei Kriegsbeginn der 1. Armee unterstellt und wie folgt gegliedert:
- 7. Reserve-Division
  - 13. Reserve-Infanterie-Brigade
  - 14. Reserve-Infanterie-Brigade
  - 1. Schweres Reserve-Reiter-Regiment
  - Reserve-Feldartillerie-Regiment Nr. 7
  - 4. Kompanie/Pionier-Bataillon Nr. 4
- 22. Reserve-Division
  - 43. Reserve-Infanterie-Brigade
  - 44. Reserve-Infanterie-Brigade
  - Reserve-Jäger-Regiment zu Pferde Nr. 1
  - Reserve-Feldartillerie-Regiment Nr. 22
  - 1. und 2. Reserve-Kompanie/Pionier-Bataillon Nr. 4

## Geschichte
Mit der Mobilmachung am 2. August 1914 bei Ausbruch des Ersten Weltkriegs wurde das Korps aufgestellt.

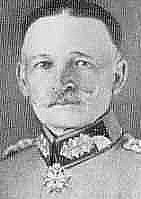
Hans von Gronau

Am 2. August 1914 wurde General Hans von Gronau zum Kommandierenden General des IV. Reserve-Korps an der Westfront ernannt. Das Korps marschierte mit der 7. (General Bogislav Friedrich von Schwerin) und 22. Reserve-Division (General Otto Riemann) im Verband der 1. Armee durch das neutrale Belgien in Nordfrankreich ein.
Für den 24. August sah General Kluck die Fortsetzung des Vormarsches vor, seinen drei vorderen Korps wurden gegen den Raum westlich Bavay angesetzt. Für eine beabsichtigte Umfassung des BEF unter John French zog er auch das II. Armee-Korps und das IV. Reserve-Korps zur Verstärkung seines rechten Flügel heran. Diese am 23. noch weit abseits stehenden Verbände sollten am 24. August in der Richtung auf Condé vorstoßen. Nach der Schlacht bei Mons hatte sich das britische II. Korps unter General Horace Smith-Dorrien, kämpfend auf Le Cateau-Cambrésis zurückgezogen. In der folgenden Schlacht am 26. August erzwang der Anmarsch des IV. Reserve-Korps über Solesmes das britische II. Korps zur Aufgabe seiner Stellungen. Zwischen 28. und 30. August wurde das Somme-Gebiet durchschritten, am 2. September folgte ein Gefecht bei Creil und der weitere Vormarsch zur Marne. Am 5. September hatte General Kluck mit drei Korps bereits die Marne überschritten, um die französische 5. Armee in Flanke und Rücken zu bedrohen. Lediglich das IV. Reserve-Korps deckte dabei seine rechten Flanke gegen Ausfälle aus dem nordöstlichen Festungsbereich von Paris. Um bessere Aufklärungsergebnisse zu bekommen, befahl General von Gronau einen begrenzten Angriff seines Korps nach Westen. Bei St. Souppletz stieß das Korps unvermutet auf starke französische Kräfte. Dabei wurde die drohende Gefahr eines französischen Flankenangriffs durch die französische 6. Armee (General Maunoury) aufgedeckt. Als das IV. Reserve-Korps dabei angegriffen wurde, schlug es eine feindliche Division zunächst zurück, zog sich aber dann bis zum Abend etwa 10 Kilometer nach Osten auf Thérouanne zurück. Am 6. September drängen die verfolgenden Franzosen das Korps bis 15.00 Uhr nach Étrépilly zurück, nach dem Eingreifen des II. und IV. Armee-Korps (General Sixt von Armin) bekam das Korps gegenüber seinem Gegner wieder ausreichend Rückhalt. Nach der Schlacht am Ourcq erfolgte der allgemeine Rückzug hinter die Aisne. Während der Schlacht an der Aisne verblieb das IV. Reserve-Korps bei Nouvron als Reserve am nördlichen Flussufer stehen.
Während des Serbienfeldzuges 1915 erzwang das Korps unter General Winckler mit der unterstellten 105. und 107. Infanterie-Division, sowie der 213. Brigade (Heydebreck) am 7. und 8. Oktober zwischen Dunadombo und Kevevara im Zentrum der 11. Armee (Gallwitz) den Donauübergang gegenüber der serbischen 1. Armee unter General Živojin Mišić bei Kostolac.
Nach dem Abschluss dieses Feldzugs an der albanischen Grenze, folgte die Verlegung des Korps an die makedonische Front, wo es nach Abgabe der 107. Infanterie-Division im Frühjahr 1916 im Raum südlich Prilep im Stellungskrieg gegenüber der alliierten Armee unter General Maurice Sarrail stand.

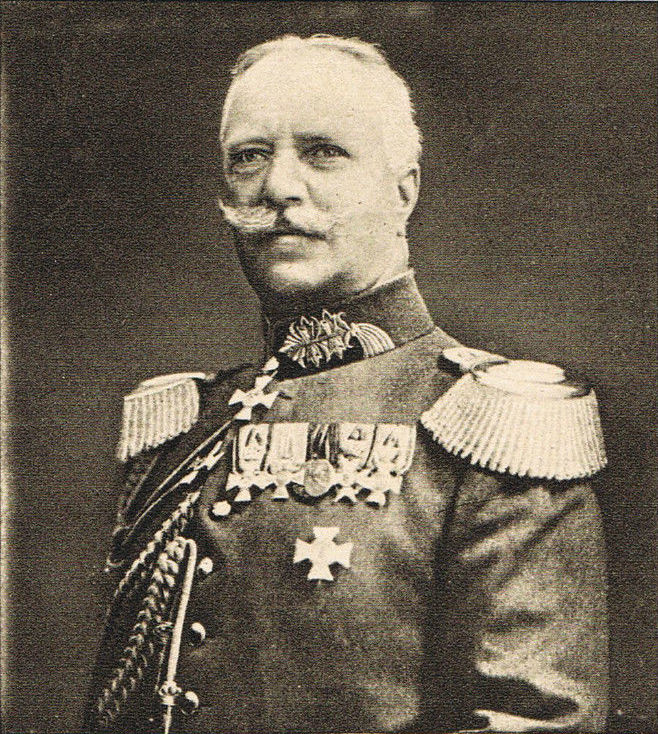
Richard von Conta

Während der Verlegung des Generalkommandos an die Ostfront wurde am 21. Juli 1916 Generalleutnant Richard von Conta zum Kommandierenden General ernannt, dem Korps wurden die 1. und die neugebildete 200., Ende August auch die 117. Infanterie-Division zugeteilt.
Vom 24. Juli 1916 bis 22. Dezember 1917 war es der k.u.k. 7. Armee unter General Kövess unterstellt und führte offiziell die Bezeichnung Karpathenkorps. Das Korps stand im Norden der rumänischen Front zwischen Ludowa und Moldava im Stellungskrieg und war im August 1917 an der vollständigen Rückeroberung der Bukowina beteiligt.
Im Frühjahr 1918 verlegte das Korps erneut an die Westfront, stand anfangs im Frontvorsprung von St. Mihiel und wurde der Armee Hutier für die Frühjahrsoffensive zugeführt.
Für die am 21. März beginnende Operation „Michael“ unterstanden dem „Korps Conta“ die 33., 34., 37. und 103. Infanterie-Division. Der Angriff über den Crozat-Kanal bei Tergnier am linken Flügel der 18. Armee erreichte über Chauny vorbrechend, bereits am 24. März Noyon, wo das französische 34. Korps unter General Nudant durch Gegenstöße über die Oise den Vormarsch stoppte und Conta zwang eine starke Front nach Süden aufzubauen.
Am 27. Mai begann die deutsche Operation „Blücher-Yorck“, für diese sogenannte Dritte Schlacht an der Aisne wurde das IV. Reserve-Korps der 7. Armee (Boehn) zugeführt. Bei diesem Angriff unterstanden General Conta die 10. und 28. Infanterie-Division, sowie die 5. Garde-Division, als Reserve folgte die 103. Infanterie-Division und die 36. Infanterie-Division im 2. Treffen. Der Angriff erfolgte im Raum Corbeny-Craonne, zusammen mit dem XXV. Reserve-Korps (Winckler) wurde der Chemin des Dames vollständig erobert, am folgenden Tag die Vesle bei Bazoches forciert und bis 30. Mai die Marne bei Château-Thierry erreicht. Anfang Juni waren dem Verband während der Schlacht im Wald von Belleau auch die Regimenter IR 402 und IR 403 – der 201. Infanterie-Division zugeteilt, dann folgte ein einmonatiger Stellungskrieg. In der Zweiten Marneschlacht griff das IV. Reserve-Korps dann weiter östlich im Raum Dormans über die Marne an. Vom 15. bis 17. Juli 1918 brachte die „Gruppe Conta“ die 37., 113. und 10. Reserve-Division mit Mühe auf das südliche Ufer der Marne und bildete zusammen mit den Divisionen der westlicher stehenden Gruppe Wichura einen Brückenkopf. Auch der Einsatz der 2. Garde-Division konnte keine Wende bringen, Gegenangriffe der neu formierten französischen 9. Armee erzwangen den allgemeinen Rückzug. Schließlich wurde bis Ende Juli die Räumung des Marnebogens durch die 7. Armee notwendig und Anfang August die Ausgangsstellungen von Ende Mai wieder eingenommen.
Zu Kriegsende im Oktober 1918 waren dem Korps (im Abschnitt der 2. Armee) während der Abwehrschlacht zwischen Cambrai und St. Quentin noch die 14. Infanterie-Division (Karl von Kraewel), die 58. Infanterie-Division (Woldemar Graf Vitzthum), die 18. Reserve-Division (Theodor von Wundt), die 30. Infanterie-Division (Franz von der Wenge Graf von Lambsdorff) sowie die 44. Reserve-Division (Generalmajor Otto Haas) unterstellt.

## Kommandierender General
| Dienstgrad             | Name                | Datum                                  |
| ---------------------- | ------------------- | -------------------------------------- |
| General der Artillerie | Hans von Gronau     | 02. August 1914 bis 10. September 1915 |
| Generalleutnant        | Arnold von Winckler | 11. September 1915 bis 24. März 1916   |
| Generalleutnant        | Richard von Conta   | 21. Juli 1916 bis 20. Dezember 1918    |